# Chevrolet Corvette (C8)
La Chevrolet Corvette (C8) est une voiture de sport du constructeur automobile américain Chevrolet produite à partir de décembre 2019. Elle est la 8e génération de Chevrolet Corvette.

## Présentation
La nouvelle mouture de la Chevrolet Corvette est présentée le 18 juillet 2019. La Corvette C8 se rapproche de ses concurrentes européenne Ferrari F8 Tributo, McLaren 600LT ou Lamborghini Huracán en adoptant le même type d'architecture technique et en abandonnant le V8 en position avant. La C8 se différencie totalement de sa prédécesseure la C7 Stingray.
En avril 2022, Chevrolet annonce dans une vidéo teaser que la Corvette sera disponible dans une version hybride, puis électrique.

### Cabriolet

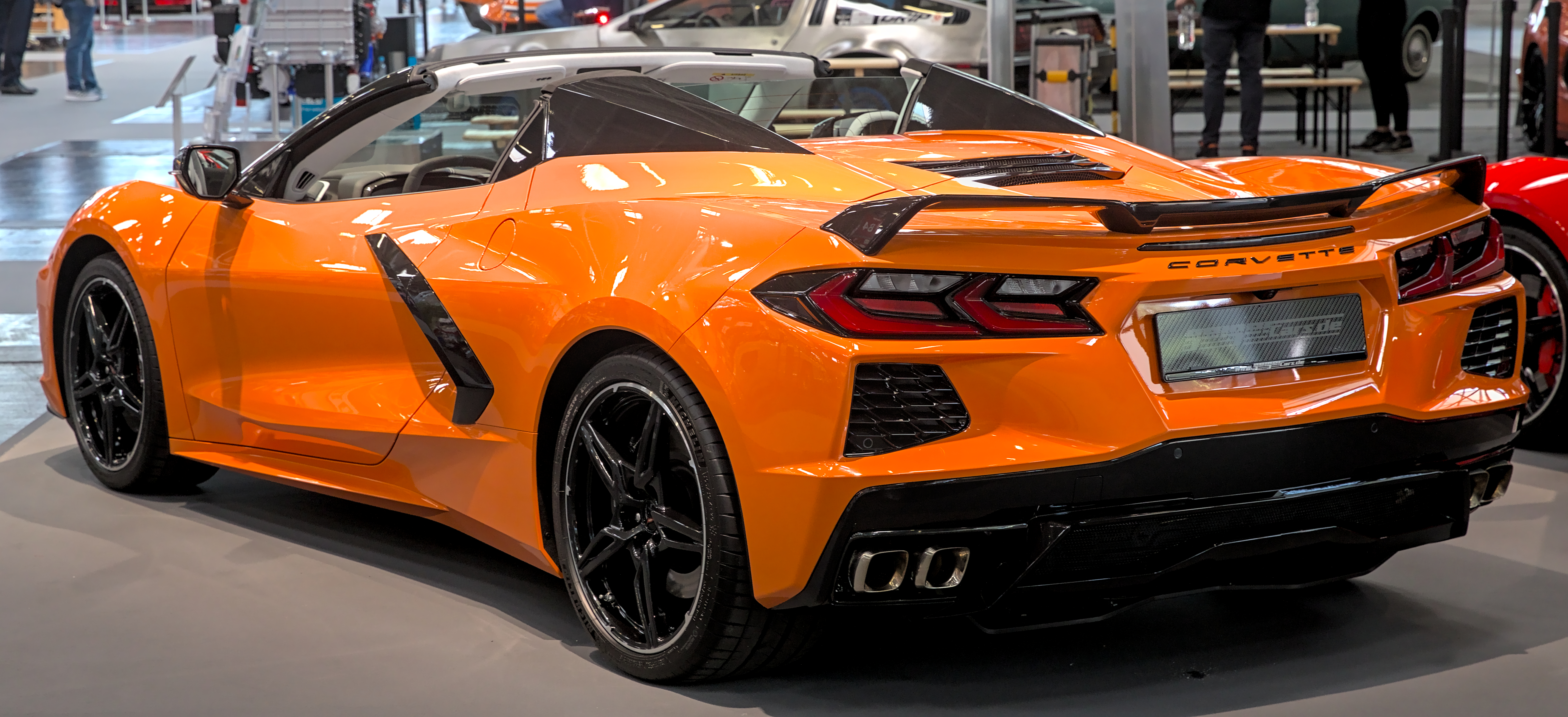
Chevrolet Corvette C8 Cabriolet.

La Corvette C8 Stingray cabriolet est dévoilée le 3 octobre 2019 puis exposée au salon de Los Angeles 2019.
La version cabriolet bénéficie d'un toit amovible qui s'ouvre via six moteurs électriques. Elle se découvre en 16 s et jusqu'à une vitesse de 50 km/h.
Le design de la cabriolet Corvette Z06 a ainsi atteint le style des muscle car, comme les plus puissantes Shelby, Camaro, Audi RS5 coupé, BMW M3 ou BMW M4. Le "muscle-design" se révèle désormais comme un sport-coupè-muscle extrême.

### Z06
La version Z06 de la huitième génération de Corvette est présentée le 26 octobre 2021 au Petersen Automotive Museum de Los Angeles. La Z06 remplace son V8 de 6,2 litres par un V8 LT6 atmosphérique de 5,5 litres de cylindrée à vilebrequin plat, de 679 ch et 623 N m de couple.

### E-Ray
En janvier 2023, Chevrolet présente la Corvette E-Ray, version hybride de sa sportive. L'E-Ray reprend le V8 6.2 poussé à 502 ch, accouplé à un moteur électrique de 120 kW (163 ch) positionné sur l'essieu avant, pour une puissance combinée de 654 ch. Le moteur électrique est alimenté par une batterie d'une capacité de 1,9 kWh, située entre les sièges. Elle est la première Corvette de l'histoire à quatre roues motrices, et n'est officiellement pas prévue pour le marché européen.
Malgré son poids, plus important que les Corvette Stingray et Z06 (avec 1 712 kg à vide), la Corvette E-Ray passe de 0 à 100 km/h en 2,5 s.

### ZR1
La version ZR1 de la Corvette C8 est présentée pour l'été 2024. Elle est dotée d'une transmission intégrale.

## Caractéristiques techniques
Cette huitième génération de Corvette est la première à disposer d'un moteur en position centrale arrière, à l'image des sportives européennes, alors que sur les sept générations précédentes le moteur était en position longitudinale avant.
La Corvette bénéficie d'une structure en aluminium, elle est équipée d'un toit Targa qui peut se ranger dans le coffre arrière, et un second coffre est disponible sous le capot avant.
À l'intérieur, l'instrumentation est 100 % numérique, le volant possède un méplat en haut et en bas, et la planche de bord est toujours orientée vers le conducteur. La console, au-dessus du tunnel central, entre le conducteur et le passager, est orientée vers le conducteur et dispose d'une ligne de boutons.

### Motorisations
La C8 est motorisée par un V8 atmosphérique de 6,2 litres et 490 ch, voire 495 ch avec le pack Z51 Performance, associé à une boîte automatique à double embrayage à huit rapports.
| Logo de Chevrolet            | Corvette Stingray                                        | Corvette Z06                                             | Corvette E-Ray                                                    |
| ---------------------------- | -------------------------------------------------------- | -------------------------------------------------------- | ----------------------------------------------------------------- |
| Moteur                       | V8 LT2                                                   | V8 LT6                                                   | V8 LT2                                                            |
| Alimentation                 | Atmosphérique                                            | Atmosphérique                                            | Atmosphérique                                                     |
| Cylindrée (cm3)              | 6 162                                                    | 5 500                                                    | 6 162                                                             |
| Puissance maximale ch (kW)   | 482 (354)                                                | 679 (500)                                                | thermique : 502 (369) électrique : 163 (120) combinée : 654 (481) |
| au régime de (tr/min)        | 6 450                                                    | 8 400                                                    |                                                                   |
| Couple maximal (N m)         | 613                                                      | 623                                                      | thermique : 637 électrique : 165 combinée :                       |
| au régime de (tr/min)        | 5 150                                                    | 6 300                                                    |                                                                   |
| Boîte de vitesses            | Automatique séquentielle à double embrayage à 8 rapports | Automatique séquentielle à double embrayage à 8 rapports | Automatique séquentielle à double embrayage à 8 rapports          |
| Transmission                 | Propulsion                                               | Propulsion                                               | Intégrale                                                         |
| Vitesse maximale (km/h)      | 296                                                      | 296                                                      |                                                                   |
| 0-100 km/h (s)               | 3,0 (2,9 package Z51)                                    | 2,7                                                      | 2,5                                                               |
| Consommation (L/100 km)      | 12,1                                                     | nc                                                       |                                                                   |
| Émissions de CO2 (g/km)      | 277                                                      | nc                                                       |                                                                   |
| Capacité du réservoir (L)    | 70                                                       | 70                                                       | 70                                                                |
| Masse à vide (kg)            | 1 530                                                    | 1 561                                                    | 1 712                                                             |
| Pneumatiques (Avant/arrière) | Michelin Pilot Sport 4S 245/35 ZR19 305/30 ZR20          | Michelin Pilot Sport 4S 275/30 R20 345/25 R21            | Michelin Pilot Sport 4S 275/30 R20 345/25 R21                     |
| Norme environnementale       | nc                                                       | nc                                                       | nc                                                                |

## Finitions
- 2LT[15]
  - Affichage tête haute

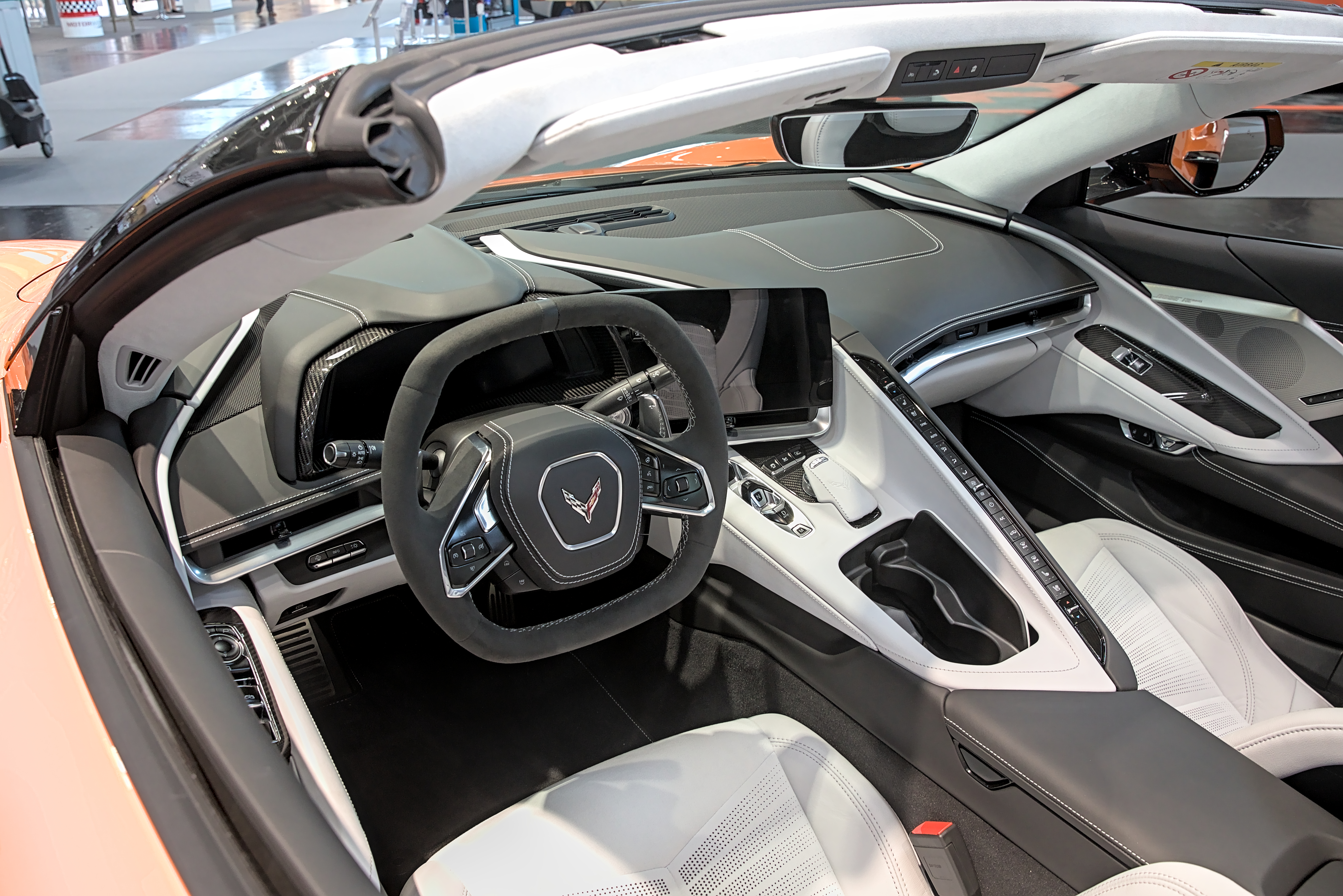
Intérieur

  - Amortisseurs réglables manuellement
  - Climatisation automatique bizone
  - Échappement sport
  - Freins Brembo
  - Sièges baquets GT1
  - Sièges électriques chauffants et ventilés
  - Système audio Bose à 14 haut-parleurs
  - Système de navigation avec écran tactile 8”

- 3LT
  - Pack intérieur cuir (planche de bord, panneaux de porte et console)
  - Sièges baquets GT2

La nouvelle Corvette propose différentes options de personnalisation comprenant les teintes de carrosserie, différentes couleurs dans l'habitacle ainsi que 3 types de sièges :
Teintes de carrosserie
- Accelerate Yellow
- Arctic White
- Black
- Blade Silver Metallic
- Ceramic Matrix Gray
- Elkhart Lake Blue
- Long Beach Red
- Rapid Blue
- Sebring Orange
- Shadow Gray
- Torch Red
- Zeus Bronze

Thèmes de couleur pour l’habitacle
- Adrenaline Red
- Jet Black
- Morello Red
- Natural/ Natural Dipped
- Sky Cool Gray
- Two-Tone Blue

Couleurs de ceinture de sécurité
- Black
- Blue
- Natural
- Orange
- Torch Red
- Yellow

Surpiqûres
- Sky Cool Gray (série)
- Red
- Yellow

Sièges
- GT1 : style sportif, inserts en cuir Mulan, en option soutien lombaire à deux réglages.
- GT2 : look inspiré de la compétition, mousse double densité, garniture en fibre de carbone, insert en cuir Nappa, maintiens latéraux en cuir Mulan, dossier à peinture noir de jais, soutien lombaire à deux réglages, chauffés et ventilés.
- Sport compétition : maintiens latéraux marqués, assises en cuir Nappa et garniture en fibre de carbone sur l’appui-tête, chauffés et ventilés.

## Compétition
Corvette C8.R
Présentée au Kennedy space center, la Corvette C8.R est la première GT à moteur central de Chevrolet, et fait ses débuts en compétition aux 24 heures de Daytona en janvier 2020. La livrée argentée que revêt la Corvette C8.R n°4 rend hommage aux concepts emblématiques de la marque, tels que la Chevrolet Aerovette ou la Stingray Racer,.